# Emerald (Nebraska)
Emerald es un lugar designado por el censo ubicado en el condado de Lancaster en el estado estadounidense de Nebraska. En el Censo de 2020 tenía una población de 45 habitantes y una densidad poblacional de 29,41 habitantes por km². Fue incluido como CDP en el censo de 2020. 

## Geografía
Emerald se encuentra ubicado en las coordenadas 40°48′47″N 96°50′07″O / 40.81306, -96.83528.Según la Oficina del Censo de los Estados Unidos,  tiene una superficie total de 1,53 km², todos correspondientes a tierra firme.